# Francesco Grimaldi (arquitecto)

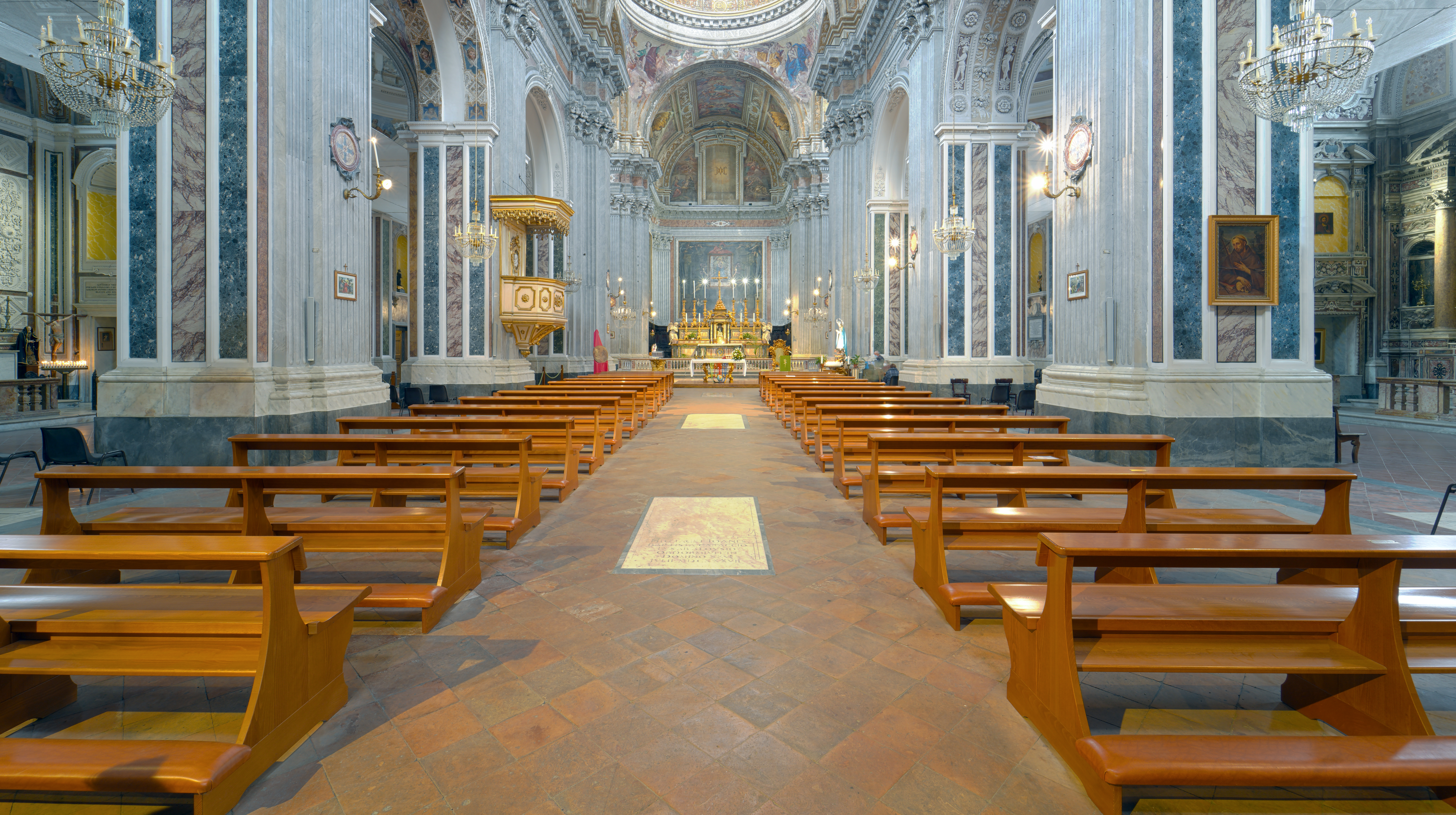
Interior de la iglesia de Santa Maria degli Angeli a Pizzofalcone en Nápoles.

Francesco Grimaldi (Oppido Lucano, 1543 – Nápoles, 1613) fue un sacerdote teatino italiano y arquitecto, cuyo servicio se desarrolló principalmente en Nápoles.
Entre sus obras arquitectónicas destacan:
- El convento de los teatinos (1590) en la iglesia de Santi Apostoli.
- La iglesia de Santi Apostoli, que asemeja a la de San Andrés della Valle en Roma.
- La Capilla Real del Tesoro di San Gennaro (1608) en la catedral de Nápoles.
- La iglesia de Santa Maria degli Angeli a Pizzofalcone.
- La iglesia de la Trinità delle Monache.
- La basílica de San Paolo Maggiore.